# Spinarerpeton
Spinarerpeton — це вимерлий рід дискозаврисцид сеймуріаморф, відомий з ранньої пермі Чехії. Його вперше назвав Йозеф Клембара в 2009 році, а типовим видом є Spinarerpeton brevicephalum. Філогенетичний аналіз визначає Spinarerpeton як сестринський таксон Makowskia.